# Give the People What They Want
Albums de The Kinks
One for the Road
(1980) State of Confusion
(1983)
Singles
1. Better Things (en)
Sortie : 19 juin 1981
2. Destroyer (en)
Sortie : 28 septembre 1981
3. Predictable (en)
Sortie : 30 octobre 1981

Give the People What They Want est un album du groupe anglais de rock The Kinks. Il est sorti en août 1981 aux États-Unis et en janvier 1982 au Royaume-Uni sur le label Arista Records.

## Titres
Toutes les chansons sont écrites et composées par Ray Davies.
| 1. | Around the Dial                | 4:45 |
| 2. | Give the People What They Want | 3:45 |
| 3. | Killer's Eyes                  | 4:40 |
| 4. | Predictable (en)               | 3:31 |
| 5. | Add It Up                      | 3:14 |

| 6.  | Destroyer (en)        | 3:47 |
| 7.  | Yo-Yo                 | 4:10 |
| 8.  | Back to Front         | 3:15 |
| 9.  | Art Lover             | 3:22 |
| 10. | A Little Bit of Abuse | 3:45 |
| 11. | Better Things (en)    | 2:59 |

## Musiciens
- Ray Davies : chant, claviers, guitare
- Dave Davies : guitare, chœurs
- Jim Rodford : basse
- Bob Henrit : batterie
- Ian Gibbons : claviers